# 上田知正
上田 知正（うえだ ともまさ、1962年 - ）は、日本の建築家。東京造形大学教授。株式会社ユーピーエム八束はじめ建築計画室で文教大学越谷キャンパス、文教大学越谷キャンパス等を担当。 

## 略歴
- 1962　東京都生まれ
- 1986　京都工芸繊維大学卒業
- 1988　東京芸術大学大学院修士課程修了
- 1990　Architectural Association School of Architecture（AAスクール）卒
- 1990　株式会社ユーピーエム八束はじめ建築計画室入所
- 1997　株式会社上田知正建築設計事務所設立
- 2001　株式会社オクトーバーに社名変更
- 2010　東京造形大学　准教授
- 2013　東京造形大学　教授

## 主な作品
- 2007 SKEW
- 2008 NOVELA
- 同年 HYDRA